# Rosemarie Trockel
Rosemarie Trockel

Link zum Bild

Rosemarie Trockel (* 13. November 1952 in Schwerte) ist eine deutsche bildende Künstlerin. Sie war bis 2016 Professorin an der Kunstakademie Düsseldorf.

## Leben
Rosemarie Trockel ist mittlere von drei Töchtern einer Hausfrau und ihres Mannes (Maschinenbauingenieur). Sie wuchs in ländlicher Umgebung in Leverkusen-Opladen auf. Trockel begann bereits früh intensiv zu zeichnen, obwohl sie mit ihrer Familie weder Ausstellungen noch Museen besuchte.

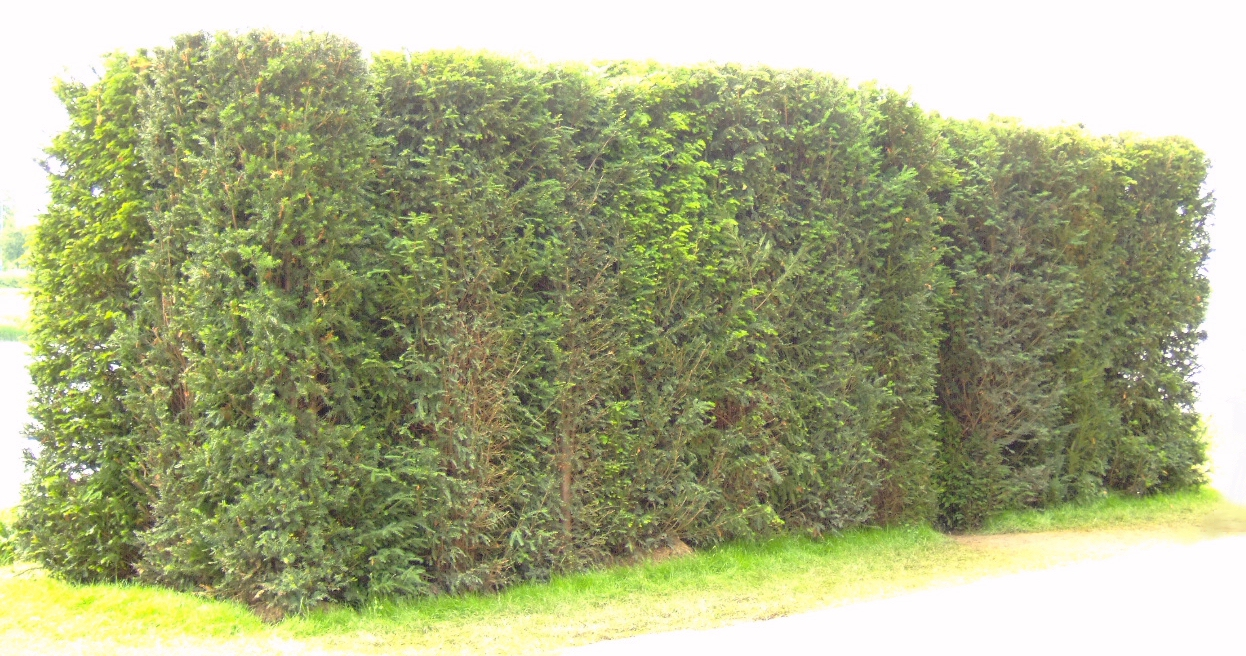
Less Sauvage than Others (Weniger wild als andere, 2006) bei der Ausstellung Skulptur.Projekte, Münster, 2007

1971 begann Trockel ein Lehramtsstudium an der Pädagogischen Hochschule in Köln mit den Fächern Anthropologie, Soziologie, Theologie und Mathematik. Von 1974 bis 1978 studierte sie an den Kölner Werkschulen (Fachbereich Kunst und Design der Fachhochschule Köln) bei Werner Schriefers Malerei. Sie schätzte die experimentierfreudige Atmosphäre und die Kollegialität an der Schule und drehte ihre ersten Super-8-Filme, darunter ein Film mit dem Titel Sei kein Kind von Traurigkeit. 1980 schloss sie Freundschaft mit der Stadtplanerin Monika Sprüth, mit der sie Reisen in die USA unternahm. Sie lernte die Künstlerinnen Jenny Holzer, Barbara Kruger und Cindy Sherman kennen, deren Arbeiten sie in ihrem eigenen künstlerischen Konzept bestärkten: sie machte „das Frausein“ zum Thema ihrer Kunst und formuliert eine grundsätzliche Kritik am bestehenden Kunstbetrieb. Monika Sprüth wurde ihre Galeristin.
Rosemarie Trockel lebt bei Berlin. Sie meidet die Öffentlichkeit und gibt keine Interviews.

## Ämter und Mitgliedschaften
Von 1998 bis 2016 war Rosemarie Trockel Professorin an der Kunstakademie Düsseldorf. Ihre Nachfolgerin wurde Trisha Donnelly.
2012 wurde sie als Mitglied in die Nordrhein-Westfälische Akademie der Wissenschaften und der Künste berufen. Seit Oktober 2012 ist Trockel Gründungsmitglied der Akademie der Künste der Welt in Köln. Bereits 1995 wurde sie Mitglied der Akademie der Künste Berlin, Sektion Bildende Kunst. 2021 wurde Trockel in die American Academy of Arts and Sciences gewählt.

## Werk

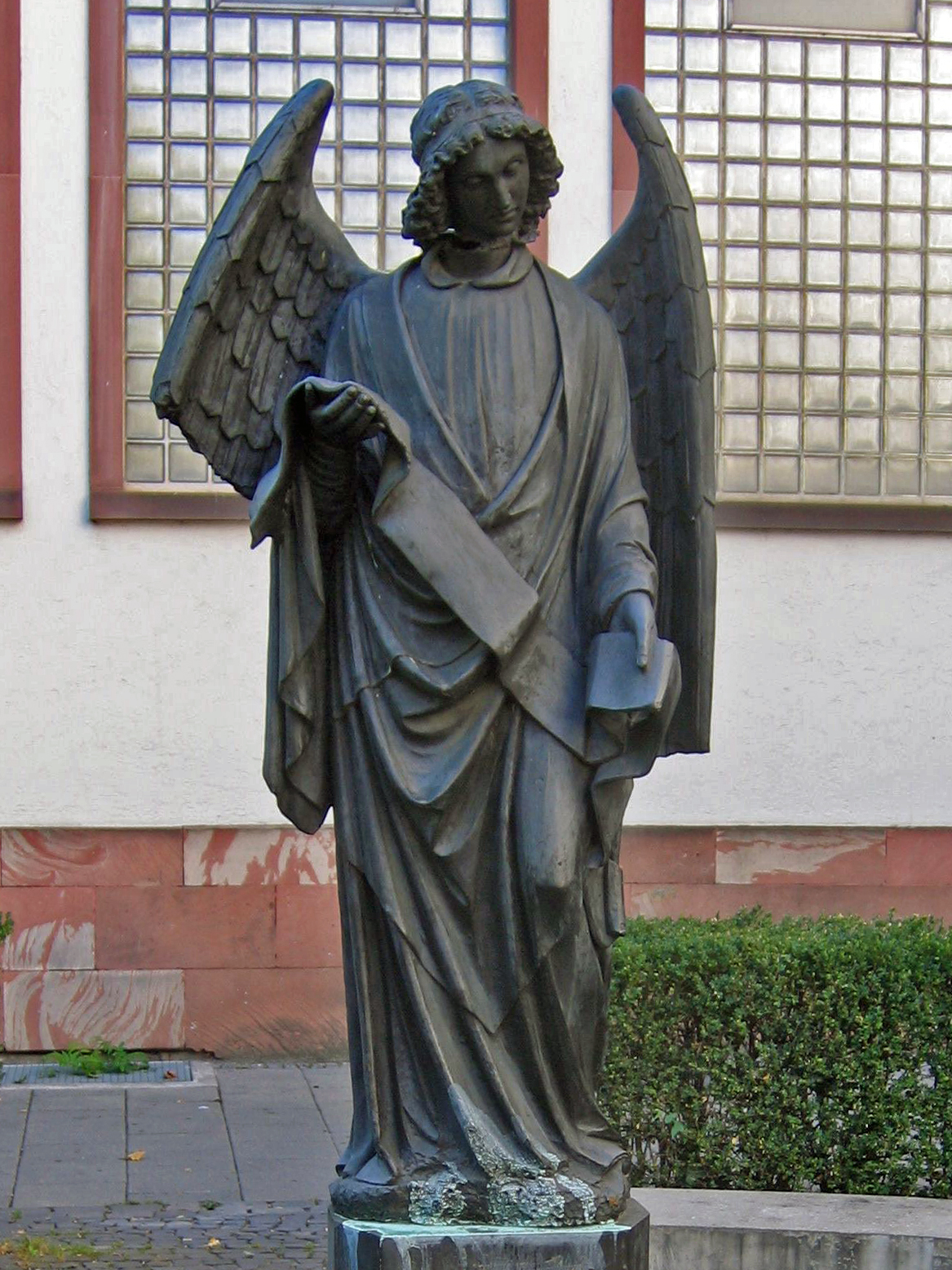
Frankfurter Engel, 1994

Ihr künstlerisches Werk umfasst Bilder und Zeichnungen, Plastiken, Skulpturen und Objekte sowie Videoarbeiten und Installationen. Ihre Arbeiten sind weder auf eine Ikonografie noch auf eine bestimmte Kunsttheorie festzulegen. Zu den nicht abgeschlossenen Werkgruppen gehören die Strickbilder, die mit Strickmaschinen und Rechnerunterstützung hergestellt werden, sowie Fotoserien und Skulpturen aus Keramik und Ton. Werkkomplexe entstanden aus Motiven wie dem Herd, um Tiere oder um große Künstler und andere bekannte Persönlichkeiten des öffentlichen Lebens.
Für die Saison 2008/2009 in der Wiener Staatsoper gestaltete sie im Rahmen der von museum in progress konzipierten Ausstellungsreihe „Eiserner Vorhang“ ein riesiges Großbild (176 m²).
Im Kunstkompass belegte Rosemarie Trockel in den „Top 100 der lebenden Künstler“ 2013 den dritten Platz, 2018 bis 2021 den vierten Platz. Die Frankfurter Allgemeine Zeitung nannte sie in einem Beitrag zu ihrem 70. Geburtstag eine „ungemein erfolgreiche politische ‚Anti-Künstlerin‘“.

## Ausstellungen
Seit ihrer ersten Einzelausstellung 1982 in Köln und Bonn fanden ihre Werke Ende der 1980er Jahre vor allem in den USA große Beachtung. 1988 stellte sie im Museum of Modern Art in New York aus, 1991 im Museum of Contemporary Art in Chicago und im Institute of Contemporary Art in Boston.
Auch in Europa wurde ihr Schaffen durch zahlreiche Ausstellungen bekannt: 1988 beteiligte sie sich an der Ausstellung Made in Cologne. 1997 sorgte sie während der documenta X in Kassel mit ihrem Haus für Schweine und Menschen für Furore, das sie mit ihrem Künstlerfreund Carsten Höller baute. 1999 nahm sie (als erste Frau) im Deutschen Pavillon an der Biennale von Venedig und 2007 an Skulptur.Projekte Münster teil. Ein Werk von ihr ist im Skulpturenpark Köln zu sehen. Weitere Arbeiten Trockels wurden vom 25. Mai bis 28. August 2000 in der Städtischen Galerie im Lenbachhaus München in der Ausstellung Rosemarie Trockel – Skulpturen, Videos, Zeichnungen vorgestellt.
2015 kündigte sie an, ihre Ausstellung Märzôschnee ûnd Wiebôrweh sand am Môargô niana me im Kunsthaus Bregenz werde für sieben Jahre ihre letzte sein. Von September 2020 bis August 2021 war Trockel dann aber im Rahmen der Ausstellung Die Sonne um Mitternacht schauen. Gegenwartskunst aus dem Lenbachhaus und der KiCo Stiftung im Lenbachhaus zu sehen. 2022 / 2023 widmete das Museum für Moderne Kunst in Frankfurt am Main der Künstlerin eine umfangreiche Retrospektive mit mehr als 300 Werken. 2024 / 2025 zeigt sie zusammen mit ihrer ehemaligen Schülerin Thea Djordjadze im Lenbachhaus die Ausstellung limitations of life: Ausgehend von Gedanken Rimbauds über die Natur der Schönheit sollen Zuschauer die präsentierte Kunst in zwei abgedunkelten Räumen sinnlich erfahren. Trockel arbeitet dabei wie oft mit textilen Elementen, Djordjadze mit Metall und Leinwänden.

## Publikationen
- mit Marcus Steinweg: Duras. Merve, Berlin 2008, ISBN 978-3-88396-230-6.

## Auszeichnungen (Auswahl)
- 1985: ars-viva-Preis[21] des Kulturkreises der deutschen Wirtschaft im BDI e. V., Berlin
- 1989: Karl-Ströher-Preis, Frankfurt am Main
- 1992: Konrad-von-Soest-Preis des Landschaftsverbandes Westfalen-Lippe
- 1998: Staatspreis des Landes Nordrhein-Westfalen
- 1999: Internationaler Kunstpreis Kulturstiftung Stadtsparkasse München
- 2004: Wolfgang-Hahn-Preis der Gesellschaft für Moderne Kunst am Kölner Museum Ludwig
- 2008: Kunstpreis der Landeshauptstadt Düsseldorf
- 2010: Peter-Weiss-Preis der Stadt Bochum
- 2011: Goslarer Kaiserring
- 2011: Wolf-Preis
- 2014: Roswitha Haftmann-Preis

## Öffentliche Sammlungen
- Kunstmuseum Basel
- Museum Kunstpalast, Düsseldorf (Sammlung Hanck)
- Museum für Moderne Kunst, Frankfurt am Main
- Pinakothek der Moderne, München (Sammlung Stoffel)